# Brigitte Obermoser
Brigitte Obermoser (ur. 2 lipca 1976 w Radstadt) – austriacka narciarka alpejska.

## Kariera
Po raz pierwszy na arenie międzynarodowej pojawiła się w 1994 roku, startując na mistrzostwach świata juniorów w Lake Placid. Zajęła tam 20. miejsce w zjeździe i 11. w supergigancie. Podczas rozgrywanych rok później mistrzostw świata juniorów w Voss była czwarta w zjeździe i dziesiąta w gigancie.
W zawodach Pucharu Świata zadebiutowała 15 grudnia 1995 roku w St. Anton, gdzie zajęła dziewiąte miejsce w zjeździe. Tym samym już w debiucie zdobyła pierwsze pucharowe punkty. Na podium zawodów PŚ po raz pierwszy stanęła 17 lutego 2000 roku w Åre, kończąc giganta na trzeciej pozycji. W zawodach tych wyprzedziły ją jedynie Sonja Nef ze Szwajcarii i rodaczka, Anita Wachter. W kolejnych startach jeszcze osiem razy stanęła na podium, odnosząc przy tym trzy zwycięstwa: 18 marca 2000 roku w Bormio wygrała giganta, 16 grudnia 2000 roku w Sankt Moritz wygrała zjazd, a 2 marca 2003 roku w Innsbrucku była najlepsza w supergigancie. W sezonie 1999/2000 zajęła piąte miejsce w klasyfikacji generalnej. Ponadto w sezonie 2001/2002 była trzecia w klasyfikacji kombinacji.
Wystartowała na igrzyskach olimpijskich w Nagano w 1998 roku, gdzie zajęła jedenaste miejsce w kombinacji. Na rozgrywanych cztery lata później igrzyskach w Salt Lake City była piętnasta w gigancie i osiemnasta w zjeździe. Była też między innymi czwarta w zjeździe podczas mistrzostw świata w Sankt Moritz w 2003 roku, przegrywając walkę o medal ze Szwajcarką Corinne Rey-Bellet i Austriaczką Alexandrą Meissnitzer o 0,16 sekundy.
W 2007 roku zakończyła karierę.

## Osiągnięcia

### Igrzyska olimpijskie
| Miejsce | Dzień     | Rok  | Miejscowość    | Konkurencja | Czas biegu | Strata | Zwyciężczyni     |
| ------- | --------- | ---- | -------------- | ----------- | ---------- | ------ | ---------------- |
| 11.     | 17 lutego | 1998 | Nagano         | Kombinacja  | 2:40,74    | +4,74  | Katja Seizinger  |
| 18.     | 12 lutego | 2002 | Salt Lake City | Zjazd       | 1:39,56    | +2,08  | Carole Montillet |
| 15.     | 22 lutego | 2002 | Salt Lake City | Gigant      | 2:30,01    | +3,67  | Janica Kostelić  |

### Mistrzostwa świata
| Miejsce | Dzień       | Rok  | Miejscowość  | Konkurencja | Czas biegu | Strata | Zwyciężczyni         |
| ------- | ----------- | ---- | ------------ | ----------- | ---------- | ------ | -------------------- |
| 29.     | 29 stycznia | 2001 | St. Anton    | Supergigant | 1:23,44    | +2,12  | Régine Cavagnoud     |
| 22.     | 6 lutego    | 2001 | St. Anton    | Zjazd       | 1:36,20    | +2,89  | Michaela Dorfmeister |
| 11.     | 9 lutego    | 2001 | St. Anton    | Gigant      | 2:19,01    | +3,71  | Sonja Nef            |
| 10.     | 3 lutego    | 2003 | Sankt Moritz | Supergigant | 1:27,48    | +0,98  | Michaela Dorfmeister |
| 4.      | 9 lutego    | 2003 | Sankt Moritz | Zjazd       | 1:34,30    | +0,27  | Mélanie Turgeon      |

### Mistrzostwa świata juniorów
| Miejsce | Dzień    | Rok  | Miejscowość | Konkurencja | Czas biegu | Strata | Zwyciężczyni     |
| ------- | -------- | ---- | ----------- | ----------- | ---------- | ------ | ---------------- |
| 20.     | 9 marca  | 1994 | Lake Placid | Zjazd       | 1:27,50    | +2,13  | Melanie Suchet   |
| 11.     | 11 marca | 1994 | Lake Placid | Supergigant | 1:23,29    | +3,67  | Hilde Gerg       |
| 4.      | 16 marca | 1995 | Voss        | Zjazd       | 1:26,23    | +0,57  | Sylviane Berthod |
| DNF1    | 18 marca | 1995 | Voss        | Slalom      | 1:22,12    | -      | Marlies Oester   |
| 10.     | 20 marca | 1995 | Voss        | Gigant      | 2:02,46    | +1,73  | Karin Roten      |

### Puchar Świata

#### Miejsca w klasyfikacji generalnej
- sezon 1995/1996: 72.
- sezon 1996/1997: 69.
- sezon 1997/1998: 34.
- sezon 1998/1999: 20.
- sezon 1999/2000: 5.
- sezon 2000/2001: 10.
- sezon 2001/2002: 13.
- sezon 2002/2003: 12.
- sezon 2003/2004: 19.
- sezon 2004/2005: 33.
- sezon 2005/2006: 48.

#### Miejsca na podium
1. Åre – 17 lutego 2000 (gigant) – 3. miejsce
2. Bormio – 16 marca 2000 (supergigant) – 3. miejsce
3. Bormio – 18 marca 2000 (gigant) – 1. miejsce
4. Park City – 16 listopada 2000 (gigant) – 2. miejsce
5. Sankt Moritz – 16 grudnia 2000 (zjazd) – 1. miejsce
6. Garmisch-Partenkirchen – 16 lutego 2001 (supergigant) – 3. miejsce
7. Lenzerheide – 21 grudnia 2002 (zjazd) – 2. miejsce
8. Innsbruck – 2 marca 2003 (supergigant) – 1. miejsce
9. Åre – 21 lutego 2004 (supergigant) – 3. miejsce